# Anisodes taiwana
Anisodes taiwana är en fjärilsart som beskrevs av Alfred Ernest Wileman 1911. Anisodes taiwana ingår i släktet Anisodes och familjen mätare. Inga underarter finns listade i Catalogue of Life.